# Advanced Soaring Concepts

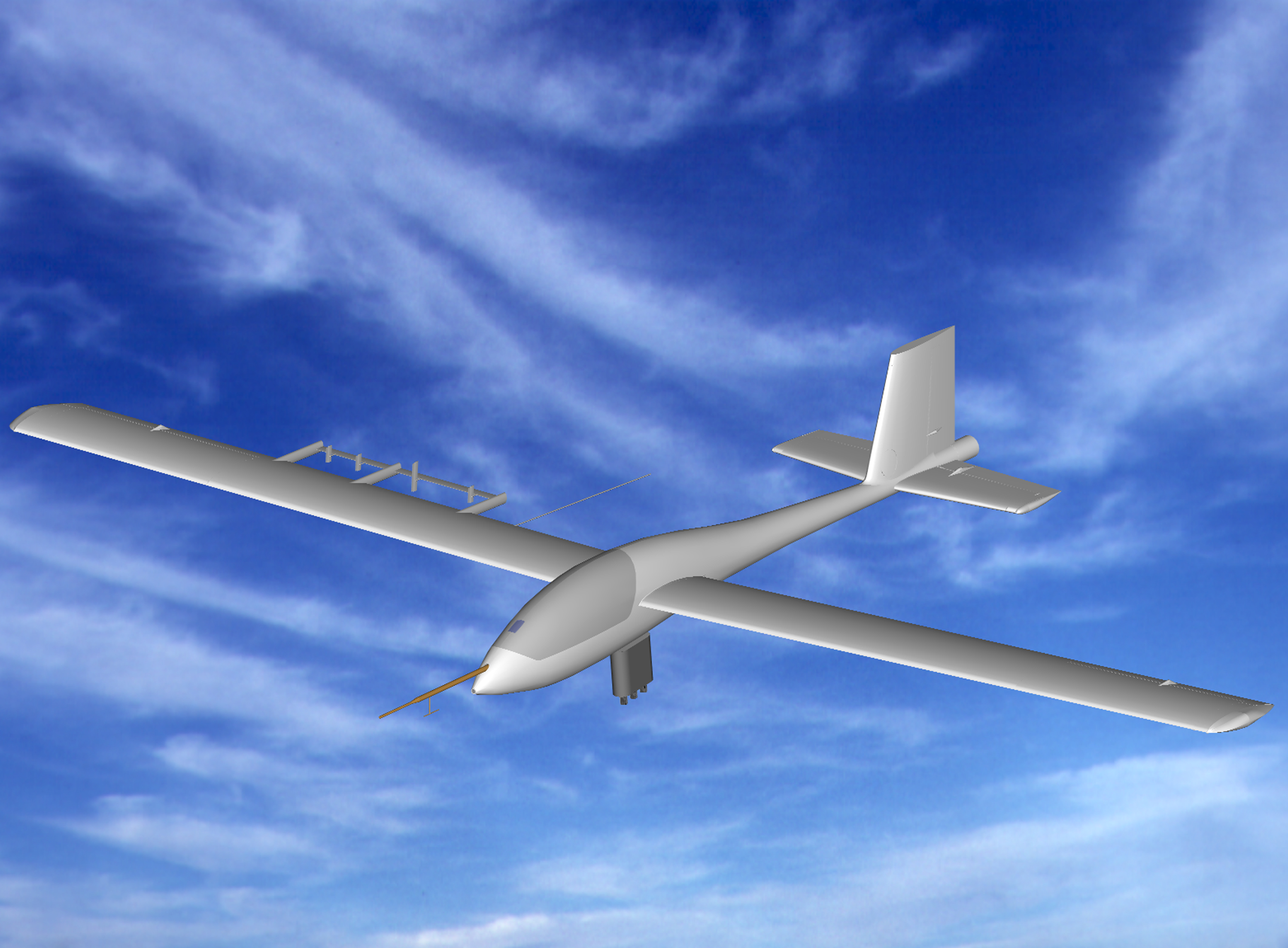
ASC Apex

Advanced Soaring Concepts (ASC) est un fabricant de planeurs américain installé à Camarillo, Californie. Outre des planeurs européens construits sous licence, il commercialise des planeurs en kit pour la construction amateur.
Advanced Soaring Concepts a également étudié pour la NASA un planeur de recherches à très haute altitude, l’Apex.